# Gunungkarung (Maniis)
Gunungkarung is een bestuurslaag in het regentschap Purwakarta van de provincie West-Java, Indonesië. Gunungkarung telt 3954 inwoners (volkstelling 2010).